# Nikolai Vóronov
Nikolai Nikolàievitx Vóronov (en rus Николай Николаевич Воронов), nascut el 5 de maig de 1899 a Sant Petersburg i mort el 28 de febrer de 1968 a Moscou, va ser un militar soviètic, Cap Mariscal d'Artilleria (1944), al qual li fou atorgat el títol d'Heroi de la Unió Soviètica el 7 de maig de 1965.
Al març de 1918 ingressà voluntàriament a l'Exèrcit Roig, participant en la Guerra Civil. El 1930 es graduà a l'Acadèmia Militar Frunze.
Entre 1936-1937 participa en la Guerra Civil espanyola com a conseller militar a l'Exèrcit República. El 1937 torna a la Unió Soviètica i fins a 1941 és nomenat Cap de l'Artilleria de l'Exèrcit Roig, i Cap de la Direcció de la Defensa Antiaèria.
Des de juliol de 1941 a març de 1943 és Adjunt del Comissari del Poble de la Defensa de la Unió Soviètica i Cap de l'Artilleria de l'Exèrcit Roig, rebent el Cap Mariscal d'Artilleria el 18 de gener de 1943, tot just després de la Batalla de Stalingrad, en la qual participà. Com a Comandant de l'Artilleria i representant de la Stavka participà de manera directa en la preparació i realització de les operacions al font, a Leningrad, al Sud-oest, a Briansk, a Vorónej, al Don i a altres fronts.
Des de març de 1943 a març de 1950 és Comandant de l'Artilleria de les Forces Armades. El 1958 va ser responsable al Ministeri de Defensa de l'URSS. El 1962 publicà les seves memòries, "Sobre el servei Militar", i finalment serví com a Diputat al Soviet Suprem de l'URSS.
Es troba enterrat a la necròpoli del Kremlin, a la plaça Roja de Moscou.

## Condecoracions
- Heroi de la Unió Soviètica
- Orde de Lenin (6)
- Orde de la Revolució d'Octubre
- Orde de la Bandera Roja (4)
- Orde de Suvórov (3)
- Orde de l'Estrella Roja
- Medalla de la defensa de Moscou
- Medalla de la defensa de Stalingrad
- Medalla de la victòria sobre Alemanya
- Medalla del 20è Aniversari de l'Exèrcit Roig
- Medalla del 30è Aniversari de l'Exèrcit i l'Armada Soviètics
- Medalla del 40è Aniversari de les Forces Armades Soviètiques
- Medalla del 50è Aniversari de les Forces Armades Soviètiques
- Medalla del 20è Aniversari de la Victòria en la Gran Guerra Patriòtica

, juntament amb altres cinc ordes estrangers.